# Törökország földrajza
Koordináták: é. sz. 39°, k. h. 35°39.000000°N 35.000000°E

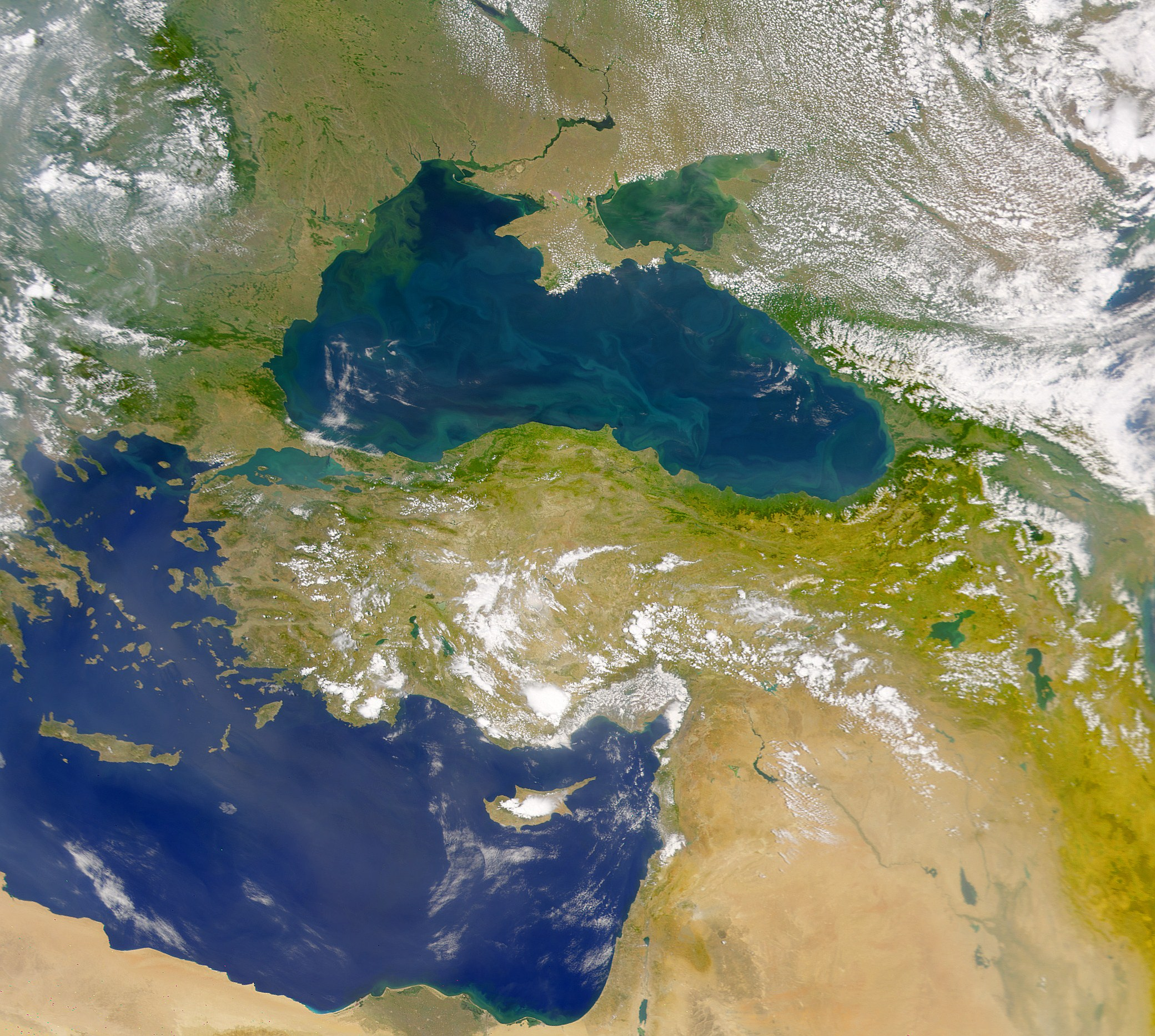
Kis-Ázsia egy műholdképen

Törökország Délkelet-Európában és Ázsiában fekszik: egy része a Boszporusztól nyugatra, Európában, nagyobb része Anatóliában található. Északon a Fekete-tenger, nyugaton az Égei-tenger, délnyugaton a Földközi-tenger határolja.
Területe 780 580 km², melyből 770 760 km² szárazföld, 9820 km² pedig víz. Az ország nyugat-keleti irányban 1600 kilométeren húzódik, észak-déli irányban pedig kb. 800 kilométeren. Területéből 755 688 km² (97%) fekszik Ázsiában (Anatólia) és 23 764 km² Európában (Trákia).
Az „Anatólia” kifejezés általában arra a központi fekvésű fennsíkra vonatkozik, mely az ország belsejében terül el, és melyet magas dombok és hegyvonulatok vesznek körül, elzárva az utat a termékeny, sűrűn lakott tengerparti területekre.
Trákiában (törökül: Trakya), vagyis az európai oldalon, az ország méretéhez képest viszonylag kis területen él a lakosság 10%-a. Trákiát és Anatóliát a Boszporusz (İstanbul Boğazı), a Márvány-tenger (Marmara Denizi) és a Dardanellák (Çanakkale Boğazı) választják el egymástól.

## Külső határok

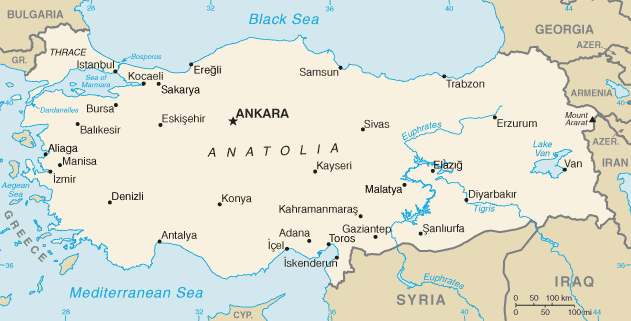
Törökország térképe

Szárazföld: 2627 km: Görögország 206 km, Bulgária 240 km, Grúzia 252 km, Örményország 268 km, Nahicseván (Azerbajdzsán) 9 km, Irán 499 km, Irak 331 km, Szíria 822 km.
Tengerpart: 7200 km; kizárólagos gazdasági övezet: Fekete-tengeren: a korábbi Szovjetunióval megállapodott tengeri határig; felségvizek: 6 nm (tengeri mérföld) az Égei-tengeren; 12 nm a Fekete-tengeren és a Földközi-tengeren.
Törökországot nyolc ország valamint három oldalról hat tengerrész határolja, keleti határát magas hegylánc védi. Szárazföldi határait a 20. században véglegesítették különböző egyezményekben.
Görögországgal közös határát a Lausanne-i békeszerződés határozta meg 1923-ban, mely megoldotta a Trákiával kapcsolatos határproblémákat és kikötötte a lakosság kicserélését, melynek értelmében a népes görög lakosság kénytelen volt Görögországba költözni, a görög területen lakó török anyanyelvűek pedig Törökországba települni. A Bulgáriával közös határt is ez a békeszerződés jelölte ki.
Az Örményországgal, Azerbajdzsánnal és Grúziával közös, közel 500 kilométeres határokat az 1921-ben az akkori Szovjetunióval kötött Moszkvai Szerződésben és a Karszi Szerződésben fogalmazták meg. Bár a szerződés értelmében Örményország területet vesztett, az ország, mint a korábbi Örmény Szovjet Szocialista Köztársaság utódállama, nem emelt kifogást a szerződés ellen.
Az iráni-török határt az 1638-as Kasr-ı Şirin szerződésben rögzítették.
Az Irakkal közös határt az Angorai (Ankara) Szerződésben ratifikálták 1926-ban. Irak és Szíria 1918-ig az Oszmán Birodalom részét képezték. A Lausanne-i Békeszerződés értelmében Törökország minden területi követelését átengedte ezeknek az országoknak, melyek Franciaország és Anglia felügyelete alá kerültek. Törökország és Nagy-Britannia az Angorai Szerződésben rögzítette a határokat.
Törökország és Szíria határát Szíria nem ismerte el. A Lausanne-i Szerződés eredményeképp az egykori Alekszandretta szandzsákot a mai Hatayt) Szíriának ítélték. A tartomány lakói azonban 1939-ben önálló államot alapítottak és nem sokkal később a parlamentjük megszavazta a csatlakozást Törökországhoz. Amióta Szíria 1946-ban teljesen független állam lett, fájó pontként érinti Hatay elvesztése, különösen a két kiemelkedő fontosságú város, Antakya (Antiochia) és İskenderun (Alekszandretta) miatt. Ez a problémakör a későbbiekben is beárnyékolta a török-szír kapcsolatokat.

## Domborzat

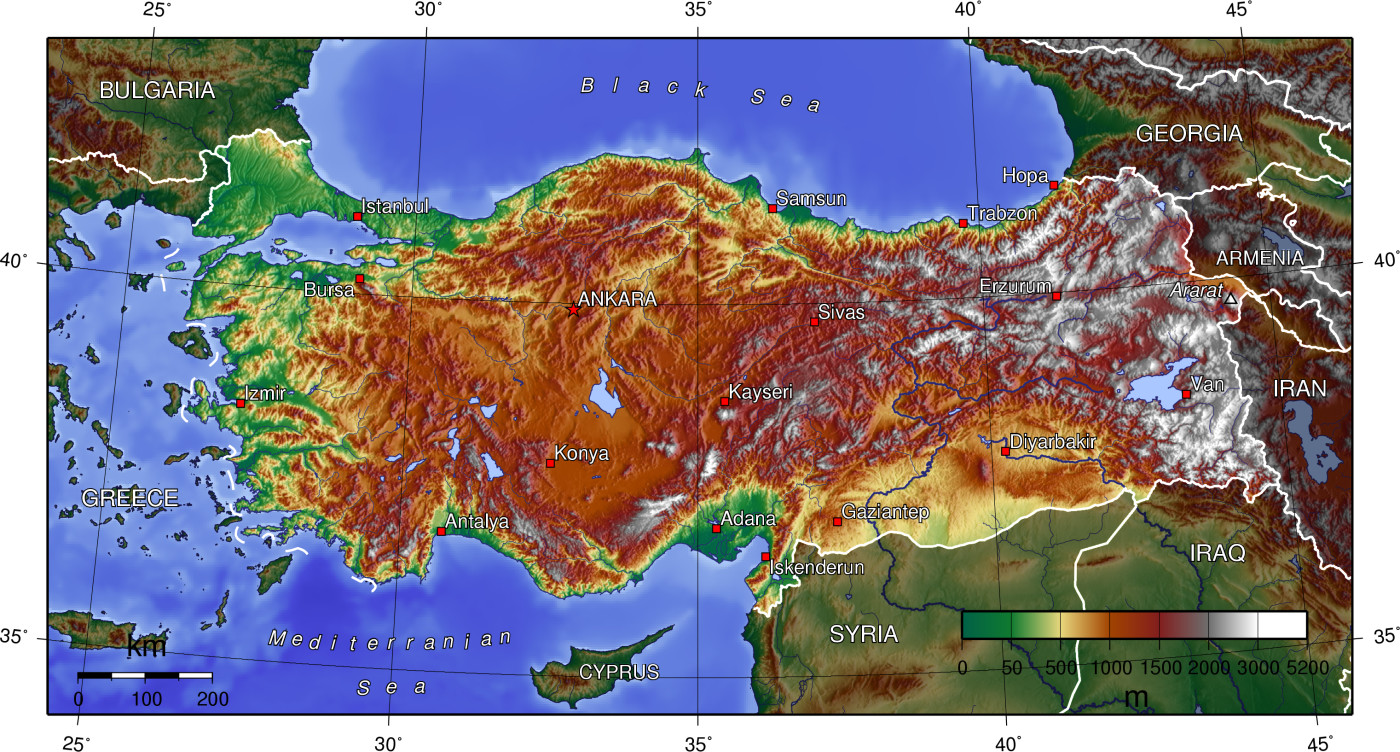
Törökország topográfiai térképe

Törökország Ázsia nyugati részén fekszik. A Kis-Ázsiai félsziget egy központi fennsíkból és keskeny tengerparti síkságokból áll, északon a Pontuszi-hegység, délen a Toros-hegylánc határolja. Keleten hegyek vannak, és itt ered az Eufrátesz, a Tigris és Araksz folyó, itt található a Van-tó, valamint az Ararát-hegy, Törökország legmagasabb pontja (5166m). Az ország területének 80%-a 500 méterrel a tengerszint felett fekszik, partvonala 8372 km hosszú, határain belül 15 sziget található, két tengerszorosa van, a Boszporusz és a Dardanellák.
Törökország területének csaknem 85%-a 450 méteres magasság felett terül el. Az ázsiai oldalon ritka az alföld, illetve az enyhén dombos jellegű táj, ezek a folyóvölgyekre (Kızıl, Gediz, Büyük Menderes), a tengerparti síkságokra (Antalya, Adana), illetve az anatóliai belső fennsíkokra (Tuz-tó, Konya-alföld) korlátozódnak. Dombos tájképet Trákia és a Szíriával határos Arab-síkság területén találunk.
Az ország felszínének 80%-a hegyvidék, legmagasabb pontja az Ararát-hegy (Ağrı Dağı), 5166 méterrel.

## Geológia

Kőzetlemezek Törökországban: geológiai törésvonalak az Anatóliai-lemez, az Afrikai-lemez, az Arábiai-lemez és az Eurázsiai-lemez körül

Törökország változatos tájképe egy sor tektonikus folyamatnak köszönhető, melyek több millió éve formálják Anatólia felszínét, és a mai napig is aktívak, ahogy azt a gyakori földrengések és az alkalmankénti vulkáni tevékenységek is mutatják. Törökország területe - a szíriai határhoz közel fekvő területek kivételével - geológiailag az alpi övbe tartozik, mely az Atlanti-óceántól egészen a Himalájáig húzódik. Ez az öv a földtörténeti harmadkorban keletkezett (körülbelül 65 millió évvel ezelőtt), amikor az Arab-, Afrikai- és Indiai-lemezek elkezdtek összeütközni az eurázsiai lemezzel. Ez a folyamat ma is zajlik, az Afrikai-lemez az Eurázsiai-lemezhez nyomódik, aminek következtében az Anatóliai-lemez nyugati-délnyugati irányban csapásirányú vető mentén elmozdul. Két törésvonal húzódik itt, az észak-anatóliai és a kelet-anatóliai törésvonal. Előbbi Eurázsia határát alkotja a Fekete-tengernél, a másik az észak-arab lemez határa délkeleten. Ennek következtében elmondható, hogy Törökország területe óceáni- és kontinentális litoszféralemezek felmorzsolódott darabjaiból áll, melyek közötti repedéseket vulkáni és üledékes kőzetek töltenek ki.
Mindazonáltal a törökországi kőzetek nagy része jóval azelőtt keletkezett, hogy ez a folyamat elindult volna. Egyes részek a prekambriumban keletkeztek. A térség korábbi ősföldrajzi környezeteit rekonstruálni rendkívül nehéz, hiszen a tektonikus mozgások miatt nem egyértelműek.

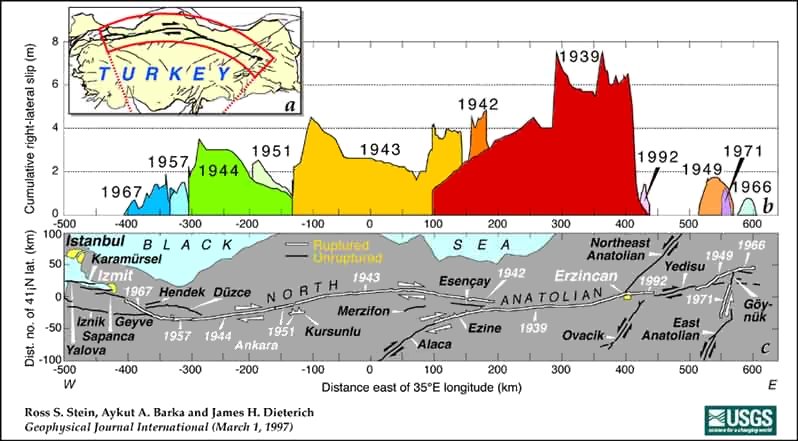
Az észak-anatóliai törésvonal menti földrengések a 20. században

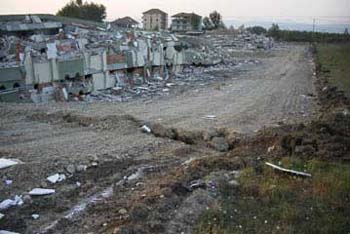
Kép az 1999-es izmiti földrengés után: az előtérben jól látható a törés

A földtörténeti középidőben (kb. 250-65 millió éve) a Tethys-óceán litoszféralemeze a Gondwana és Laurázsia ősi szuperkontinensek között észak-déli irányban terült el. Ez a hatalmas óceáni lemez több szubdukciós folyamat során lassan eltűnt. A szubdukciós zónákban az üledékes kőzetrétegek felgyűrődtek, bonyolult vetődések alakultak ki, mely során az óceáni litoszféralemez kristályos alapkőzetei is felszínre kerültek. Emiatt Törökország területe bonyolult litológiával rendelkezik.  (mélanzs), főként szerpentinitet, bazaltot, doleritet és csertet (kovakő) tartalmaz. Az Eurázsiai határvonalat, melyet ma a Pontidák hegyvonulata jelöl a Fekete-tenger partján, a Csendes-óceán nyugati vonulatának geológiai felépítéséhez is szokták hasonlítani.
A kainozoikum ideje alatt (pontosabban a harmadkor 65 - 1,6 millió év közötti időszakában) a szerkezeti átalakulások folytatódtak (gyűrődések, törések, orogén mozgások), melyet aktív vulkanizmus kísért, mindezt az Arab- és az Eurázsiai-lemezek összeütközése okozta.
A mai földrengések alig érzékelhető rezgésekből, illetve ötös vagy annál is nagyobb fokozatú rengésekből állnak. Törökország legsúlyosabb 20. századi földrengése Erzincanban következett be 1939. december 28-29-én, mely szinte teljesen földig rombolta a várost, és becslések szerint kb. 160 000 ember halálához vezetett. A földrengések által leginkább sújtott zóna ív alakú, Kocaelitől húzódik egészen a Van-tó északi részéig, az örmény és grúz határig.

## Vízrajz
Törökországban leghosszabb folyói az Eufrátesz (1263 km), a Kızılırmak (1182 km), a Sakarya (824 km) és a Murat (722 km). Anatólia területén körülbelül 50 nagyobb és 200 kisebb tó fekszik (összesen 9423 km²) ezek közül a legnagyobb a Van-tó. A másik említésre méltó tó a Tuz-tó, ami szó szerint „sós tavat” jelent, mérete a lehullott csapadék mennyiségétől függően változik, peremét lerakódott só borítja.

## Tájegységei

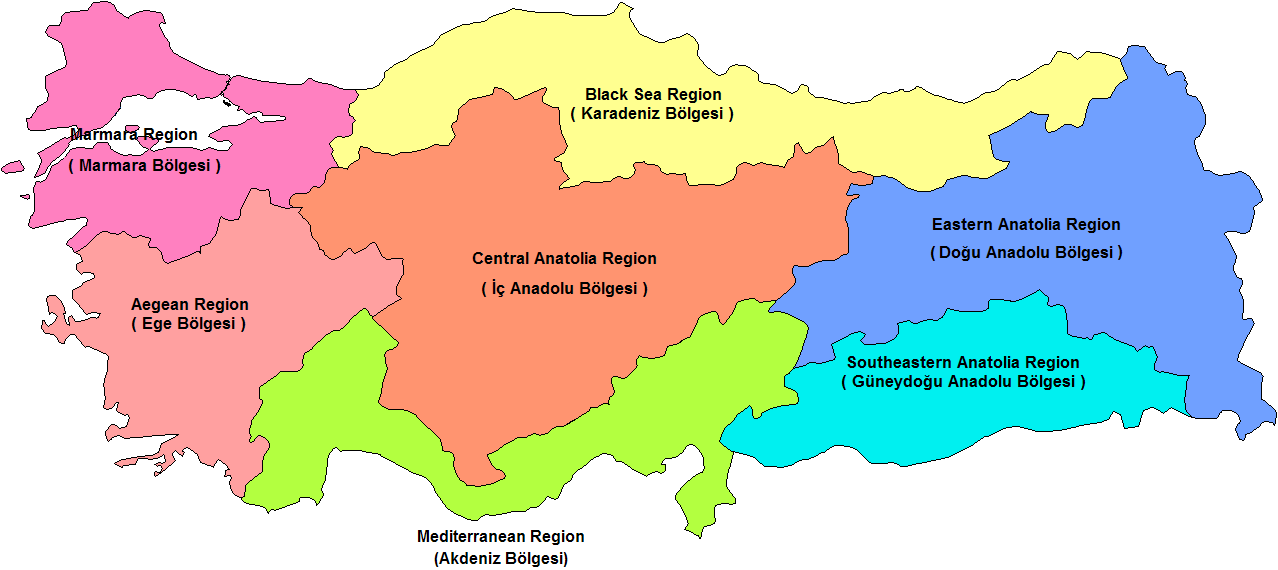
Törökország régiói

Törökországot az európai és török geográfusok más-más szempontok szerint osztják különböző tájegységekre. Az európai felfogás az alábbi egységekre tagolja az országot:
- Nyugat-Anatólia és a Márvány-tenger partvidéke
- Pontuszi-hegyvidék
- Anatóliai-fennsík
- Toros-hegyvidék
- Kelet-Anatólia (Örmény-magasföld)
- Délkelet-Anatólia

A török geográfusok hét fő földrajzi régiót különböztetnek meg, melyeket tájegységekre bontanak.

### Fekete-tengeri régió (Karadeniz)

Karadeniz

A Fekete-tengeri régió három tájegységre oszlik:
- Nyugat-fekete-tengeri tájegység

A Kızılırmak folyó és az Adapazarı-medence (ova) között terül el. A tengerparrtal párhuzamosan fut a Küre-hegység, a belső részeken a Bolu- és az Ilgaz-hegység vonulata található, a tájegység déli részén pedig a Köroğlu-hegység húzódik. Ezek között a hegyek között fekszik a Kastamonu-, a Bolu- és a Düzce-medence. Éghajlata a part mentén nedves szubtrópusi, beljebb kevésbé csapadékos. A hegyeket több helyen erdő borítja.
- Közép-fekete-tengeri tájegység

Az Ordu nyugati részén kanyargó Melet-pataktól Sinop keleti részéig húzódik. Itt található a Canik-hegység, a főbb medencék a Çarşamba- és a Bafra-medence. A legfontosabb két folyó a Kızılırmak és a Yeşilırmak. Éghajlata nedves szubtrópusi, de az évi csapadék mennyisége a régió többi tájegységéhez képest kevesebb.
- Kelet-fekete-tengeri tájegység

A Melet-patak keleti szakaszától a grúz határig terjedő területet foglalja magába. A parttal párhuzamosan két hegyvonulat húzódik, a parthoz közelebbi a Giresun- és a Rize-hegység. Itt található a Kalkanlı-hágó. A második vonalban a Yalnızçam-, Kop-, Mescit- és Çimen-hegységek húzódnak a Kop-hágóval. A tájegység főbb folyóvizei a Çoruh-folyó és a Kelkit-patak, főbb tavai a Tortum- és a Sera-tó.

### Márvány-tengeri régió (Marmara)

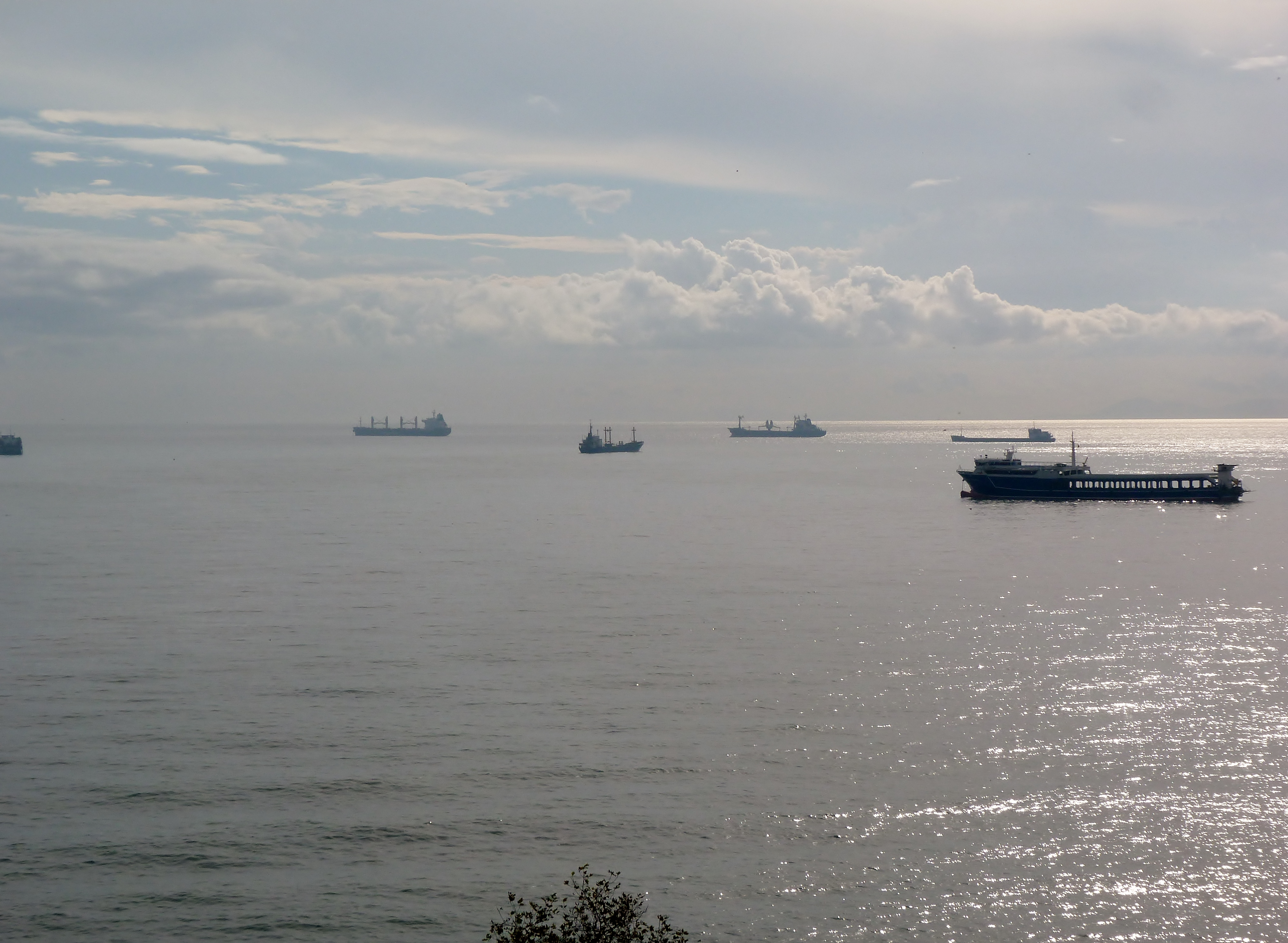
Márvány-tenger

Marmara

A Márvány-tengeri régiót négy tájegységre tagolják:
- Yıldız tájegység

A tájegység a régió északnyugati részén található és teljes egészében a Yıldız-hegységet foglalja magába. A hegység Fekete-tengerre néző oldalán szubtrópusi, az Anatólia belseje felé néző oldalán pedig kontinentális az éghajlat.
- Ergene tájegység

Nevét a rajta keresztül húzódó Ergene-medencéről kapta, mely a tájegység szinte egész területét kitölti. Ide tartozik Trákia is. A tájegység fő folyóvizei az Ergene-folyó és mellékágai. Éghajlata kontinentális, hideg, havas telekkel. Főbb városai Edirne és Rodostó (Tekirdağ). Törökország legfontosabb napraforgó- és szőlőtermesztő vidéke.
- Çatalca-Kocaeli tájegység

A Boszporusz vidéke tartozik ide, az Adapazarı-medencétől Silivriig tart, magába foglalja a Çatalca- és Kocaeli-félszigeteket. Átlagmagassága 150-200 méter. A tájegység Fekete-tengerhez közeli részein erdők, a márvány-tengeri részein pedig bozótosok és olajfaligetek vannak. A legfontosabb települése Isztambul és İzmit.
- Dél-márvány-tengeri tájegység

A Dél-márvány-tengeri tájegység (Güney Marmara Bölümü) felszíni formáit tekintve a régió legváltozatosabb tájegysége: fennsíkok, medencék, folyóvizek, tavak (például a Kuş- és Ulubat-tavak) és öblök keveréke. Itt található a Gallipoli-félsziget (Gelibolu), a Kapıdağ- és a Bıga-félsziget, a Dardanellák (Çanakkale Boğazı). A legjelentősebb város, Bursa környékén többek között selyemhernyó-tenyésztéssel is foglalkoznak.

### Égei-tengeri régió (Ege)
Az Égei-tengeri régió nevét a nyugati részét határoló Égei-tengerről kapta. A terület magassága nyugatról kelet felé haladva növeszik. Két tájegység tartozik ide:
- Égei tájegység (Ege)
- Közép-nyugat Anatólia

### Földközi-tengeri régió (Akdeniz)
A Földközi-tengeri régió két tájegységre oszlik:
- Antalya tájgység
- Adana tájegység

### Délkelet-anatóliai régió (Güneydogu Anadolu)
A Délkelet-anatóliai régió a Torosz-hegység délkeleti részét foglalja magába, két tájegységre tagolható:
- Közép-Eufrátesz
- Dicle tájegység

### Kelet-anatóliai régió (Dogu Anadolu)
A Kelet-anatóliai régió Törökország legnagyobb területű régiója, ahol a legnagyobb az átlagmagasság is. Négy tájegységre oszlik:
- Felső-Eufrátesz
- Erzurum-Kars tájegység
- Felső-Murat - Van tájegység
- Hakkari tájegység

### Közép-anatóliai régió (Iç Anadolu)
A Közép-anatóliai régió négy tájegységből áll:
- Konya tájegység
- Felső-Sakarya
- Közép-Kizilirmak
- Felső-Kizilirmak

## Éghajlat
Törökország régióinak éghajlata igen változatos. Az égei- és földközi-tengeri területeken mediterrán éghajlat a jellemző, enyhe, esős telekkel, meleg, száraz nyarakkal. Az átlagos maximum hőmérséklet a nyári hónapokban 33-34 C°, télen a hőmérséklet nem süllyed 8-10 C° alá. A csapadék átlagértéke 580 és 1300 milliméter között váltakozik. A fekete-tengeri területek csapadékban gazdagok, 2500 milliméternyi átlaggal, nedves óceáni-szubtrópusi éghajlattal. A régió keleti részein enyhébb az időjárás, nyugaton szárazabb. A középhőmérséklet télen 7 C°, nyáron 23 C°.
A hegyvonulatok megakadályozzák a mediterrán éghajlati hatást az anatóliai területeken, így itt kontinentális éghajlat uralkodik. A keleti részeken (Örmény-magasföld) tipikus magashegységi éghajlat a jellemző: kemények a telek, akár −30 °C vagy −40 °C is előfordulhat, a hó pedig akár 120 napig is megmaradhat. Nyugaton (Anatóliai-fennsík) a téli hőmérséklet átlagértéke 1 °C, a nyarak melegek, szárazak, gyakran 30 °C fölötti hőmérsékletűek, az éghajlat száraz sztyepp-jellegű. A csapadék éves mennyisége 400 milliméter, május a legcsapadékosabb, július és augusztus a legszárazabb hónap.
| Régiók                          | Átlaghőmérs. | Átlaghőmérs. | Legmagasabb | Legmagasabb | Legalacsonyabb | Legalacsonyabb | Páratart. | Csapadék átl. | Csapadék átl. |
| Marmara                         | 13.5°C       | 56.3°F       | 44.6°C      | 112.3°F     | -27.8°C        | -18.0°F        | 71,2%     | 564.3 mm      | 22.2 in       |
| Ege                             | 15.4°C       | 59.7°F       | 48.5°C      | 119.3°F     | -45.6°C        | -50.1°F        | 60,9%     | 706.0 mm      | 27.8 in       |
| Akdeniz                         | 16.4°C       | 61.5°F       | 45.6°C      | 114.1°F     | -33.5°C        | -28.3°F        | 63,9%     | 706.0 mm      | 27.8 in       |
| Karadeniz                       | 12.3°C       | 54.1°F       | 44.2°C      | 111.6°F     | -32.8°C        | -27.0°F        | 70,9%     | 828.5 mm      | 32.6 in       |
| Közép-Anatólia                  | 10.6°C       | 51.1°F       | 41.8°C      | 107.2°F     | -36.2°C        | -33.2°F        | 62,6%     | 392.0 mm      | 15.4 in       |
| Kelet-Anatólia                  | 9.7°C        | 49.5°F       | 44.4°C      | 111.9°F     | -45.6°C        | -50.1°F        | 60,9%     | 569.0 mm      | 22.4 in       |
| Délkelet-Anatólia               | 16.5°C       | 61.7°F       | 48.4°C      | 119.1°F     | -24.3°C        | -11.7°F        | 53,4%     | 584.5 mm      | 23.0 in       |
| Törökország régióinak éghajlata |              |              |             |             |                |                |           |               |               |

## Terület-felhasználás
Mezőgazdasági terület:

megművelt:
32%

állandó termények:
4%

állandó legelő:
16%

erdő:
26%

más:
22% (1993-as becslés)
Öntözött terület:
36,740 km² (1993, becslés)
Tengerszint feletti magasság:

legalacsonyabb pont:
Földközi-tenger: 0 m

legmagasabb pont:
Ararát-hegy: 5137 m

## Külső hivatkozások
- Törökország földrajza (angolul)